# Dang (distrikt)
Dang är ett distrikt i delstaten Gujarat i Indien. Administrativ centralort är Ahwa. Vid folkräkningen 2001 hade Dang 186 729 invånare.

## Demografi
Av befolkningen i Dang är 59,65% läskunniga (70,68% av männen och 48,51% av kvinnorna). Hinduism är den vanligaste religionen med 165 436 troende, kristendom näst störst med 17 760 troende. 2 792 personer är muslimer.